# 濡れTシャツコンテスト

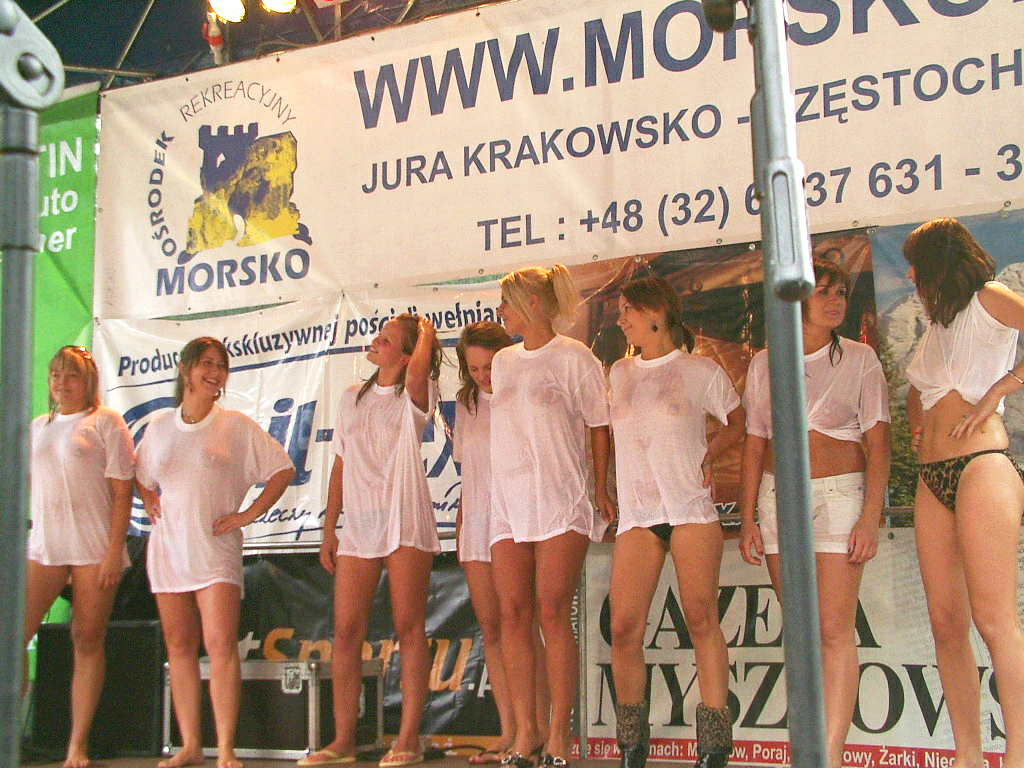
ポーランドで2008年に行われた濡れTシャツコンテストの参加者

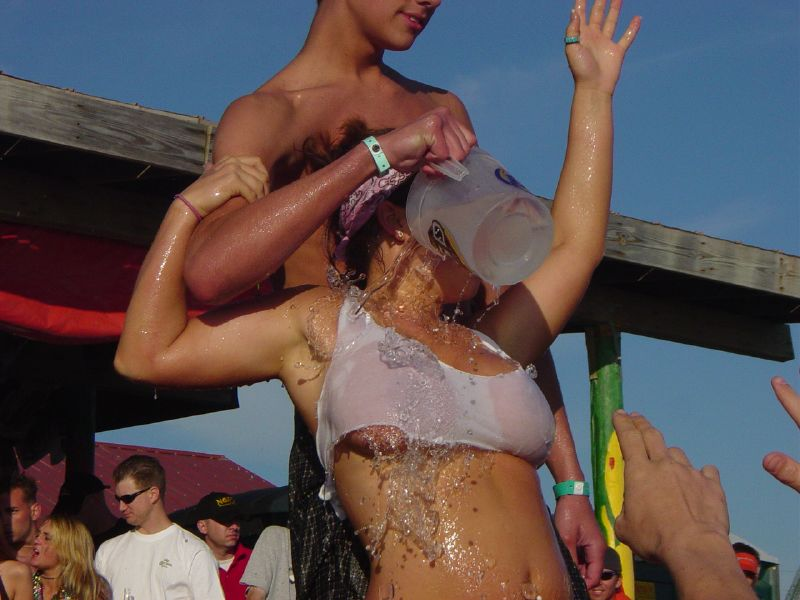
タンクトップを着て、胸部に水を注がれる女性。

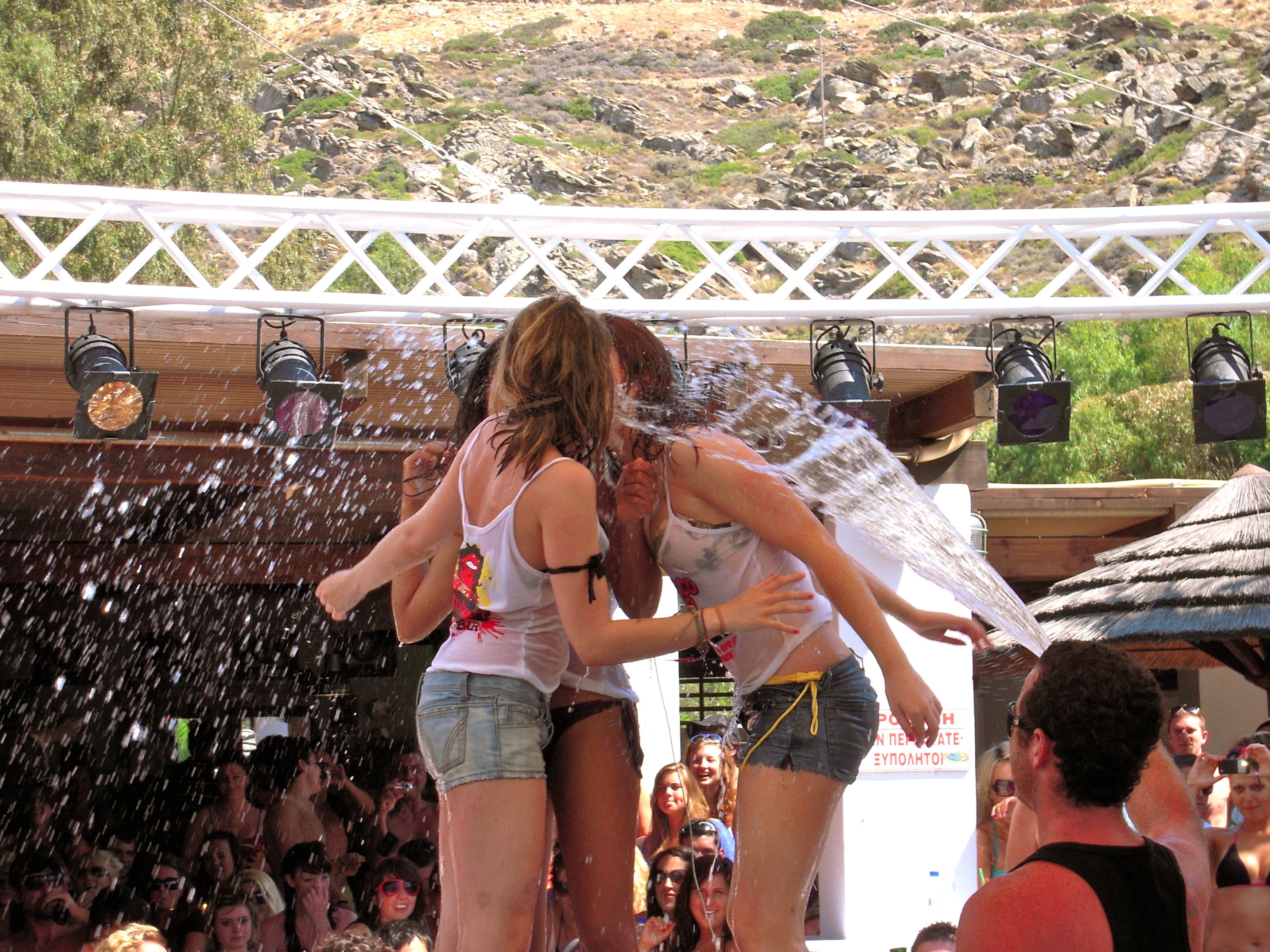
ホースで水を掛けられるコンテスト参加者。

濡れTシャツコンテスト（ぬれTシャツコンテスト、英: wet T-shirt contest）とは、主にアメリカ合衆国のナイトクラブ、バーやリゾートで行われる露出的な美人コンテストの一種である。
歴史的には、大学の春休みを祝うために、デイトナビーチやカンクンといったいくつかのビーチで行われていた行事だったとされる。参加者は通常の場合、女性だが、男性の出場者を含むコンテストもある。

## 方式
コンテスト参加者は、普通は、白又は色の薄いTシャツなどを、下半身にTバック又はホットパンツを直に着る。Tシャツなどが透け、参加した女性の胸部に貼りつくように、水がまき散らされたり胸部に水が掛けられる。そして、観客の反応又は投票によって勝者を決めるために、参加者は順番に観客の前で踊ったりポーズを取る。より激しいコンテストでは、参加者はTシャツなどを切ったり破いたりして、みぞおちや胸の谷間や下乳を晒す場合もある。条例や法によっては、参加者がTシャツなどを完全に脱ぐことが許されている場合と許されない場合もある。

## 起源と歴史
トマトをぶつけあうスペインの祭「トマティーナ」にコンテストの起源があるという意見もあるが、はっきりとした証拠はない。現在のような形態でのコンテストが一般になったのは1970年代半ばであり、フロリダ州の地方紙でいくつかの報道がある。1977年公開の映画『ザ・ディープ』の冒頭では、主演女優のジャクリーン・ビセットが白いTシャツを着たまま泳ぐシーンがあり、この映画が、Tシャツを着たまま濡れるという行為を一般化したとも考えられている。
1980年代にはアメリカ合衆国国外の主流メディアでもこのコンテストはごく一般化し、イギリスのタブロイド紙『ザ・サン』はページ・スリー・ガールと呼ばれるヌードモデルの募集に、濡れTシャツコンテストを用いるようになった。

## 議論
濡れTシャツコンテストは、過激な保守派やフェミニスト団体から、卑猥で下品であり性搾取的であり、後述する様々な問題を起こしているとして非難されることがあった。

### 機内でのコンテスト
1998年にオレゴン州ポートランドの高校卒業生が、メキシコのリゾートへ向かう途中、卒業記念のコンテストを、チャーターしたボーイング727の機内で行った。
この機のフライトアテンダントが、コンテストをそそのかしたとされている。連邦航空局の後の調査によると、パイロットたちは操縦室に乗客を入らせることを禁止する規則に反して、操縦室でコンテストの判定をしたと考えられている。連邦航空局はこの機のパイロットに対して厳重な注意を行った。

### 低年齢の参加者
2002年に、当時10代だったモニカ・ピピンは、前年にデイトナビーチで行われたコンテストにおける彼女の出演に関して、プレイボーイ、アンハイザー・ブッシュ、デスリンホテル、ベストバイ、その他の企業を相手取って訴訟を行った。当時彼女は16歳の高校生だった。ピピンはコンテスト中にトップレスでダンスし、観客の男性が彼女の裸の胸部に対して水を注ぐことを許可した。彼女のパフォーマンスはビデオに撮影され、ケーブルテレビで放映された。放送を視聴したピピンの近所の住民は両親に知らせ、両親が弁護士を雇った。
法廷において、彼女はコンテスト組織に対して年齢を偽っていたことを認めたものの、彼女の代理人は、コンテストが録画され、放送されることが彼女に対して事前に充分に知らされていなかったと主張した。ピピンとプレイボーイ、アンハイザー・ブッシュ社は2006年4月に和解した。
2007年に起きた似たケースでは、2人の女性がデスリンホテル、ソフトコアポルノ制作会社であるガールズ・ゴーン・ワイルドとその他彼女たちの登場シーンを掲載した多数のウェブサイトを訴えている。
彼女らが2001年に当時16歳で参加したコンテストにおいて、2人が胸部、臀部および女性器を大胆に露出し、互いに性的な方法で胸部を触り合うシーンが録画されていた。しかし、彼女たちはコンテストに参加するために年齢を偽っていたとされる。
同様に16歳の女性がコンテストに参加する問題が、2011年にもオーストラリアにおいて起きている。

### 著名人の参加
2003年に、オハイオ州ヤングスタウンのテレビキャスターであるキャサリン・ボスリーが、ケイタウンのバーで開催されたコンテストに参加し全裸になり、物議を醸した。コンテストはインターネットで放送され、地元テレビ局でも放送され、ボスリーはテレビキャスターを辞職した。

## ウェットルック
ウェットルック（wetlook）とは、濡れた服を着る嗜好、または着ている服を濡らす嗜好を意味する。自分で行うものも他人がするのを見ることも含まれる。多くの場合では、これは性的嗜好であり、服が濡れた人を見たり自分の衣服を濡らすことによって性的興奮を覚える。しかし、完全に非性的な意味で、服を着たまま濡れることを楽しむ人も多くいる。服が濡れることによって他の人の身体のラインが強調されたり、あるいは自分の体に濡れた服が付く感覚を楽しむ。また、薄い色の衣服は濡れた場合に透けるため、それが魅力的でセクシーだと感じる人も多くいる。
ウェットルックは、水泳中や入浴中に服を着ることは不適切であり禁じられているという考えから発生したものだと考えられている。しかし、濡れた服装に対する嗜好を持つ人たちは、そういった嗜好がかなり若いうちから、5歳くらいの時からあったと報告している。偶然他人が服を着たまま濡れるのを見たり、自分が濡れる経験をしている者が多い。
ウェットルックの嗜好は多岐に渡り、濡れるということを好む人も、濡れたままでいることが好きだというものも居る。
ファッションにおいて、服装や髪型が濡れたような光沢を持つスタイルもウェットルックと呼ばれる、この場合は”wet-look”と書かれる。